# Hitman 3
Hitman 3 — компьютерная игра в жанре стелс-экшена, разработанная и изданная IO Interactive. Восьмая по счёту игра в серии Hitman, а также третья и последняя в трилогии World of Assassination после Hitman (2016) и Hitman 2 (2018). Релиз состоялся 20 января 2021 года на платформах Windows, PlayStation 4, PlayStation 5, Xbox One и Xbox Series X/S. Специальная версия игры, использующая облачные технологии также вышла для сервиса Stadia и Nintendo Switch.
Как и предшественницы, Hitman 3 имеет 6 уровней, причём 5 из них являются большими открытыми локациями. Агент 47 может свободно ходить по каждой карте, чтобы обнаружить возможности убийства. Игрок может выполнять задачи в каждой миссии, чтобы разблокировать новые предметы.
Игра получила признание критиков, некоторые критики назвали её лучшей игрой в серии Hitman и одной из величайших стелс-игр всех времён. Hitman 3 особенно хвалили за проработку всех уровней и атмосферу, механику скрытности и способности Агента 47. Hitman 3 стала самой коммерчески успешной игрой во франшизе. Помимо этого, игра получила различные награды, включая «PC Game of the Year» на Golden Joystick Awards 2021.

## Игровой процесс
Как и предыдущие игры серии, Hitman 3 — это стелс-игра от третьего лица с главным героем — клоном-киллером, известным, как Агент 47. В игре 47-й путешествует по различным локациям и совершает заказные убийства, продолжая историю последних двух игр. В базовой игре появилось шесть новых локаций: Дубай, Дартмур, Берлин, Чунцин, Мендоса и Карпаты (Румыния). Владельцы Hitman или Hitman 2 могут импортировать карты, уровни и свой прогресс в Hitman 3.
Новые локации в Hitman 3 включают в себя «постоянные ярлыки» — новую особенность игрового процесса серии. Каждый этап включает в себя несколько изначально запертых дверей, которые можно открыть только с одной стороны; после разблокировки эти двери остаются открытыми во всех будущих прохождениях, что позволяет быстрее добраться до изначально закрытых мест. В Hitman 3 добавлен новый элемент камеры, доступный по умолчанию, который можно использовать для фотографирования, а также для игровых целей, таких как открытие дверей на определённых картах. Ещё одна новая функция в игре — «цифровые клавиатуры», где игроки должны находить четырёхзначные коды, а затем вводить их вручную, чтобы открывать двери и сейфы.
Игра имеет совместимость с версией PlayStation 4 и с PlayStation 5 через обратную совместимость. Поддержка VR на ПК была добавлена позже, 20 января 2022 года. В отличие от Hitman 2, здесь нет многопользовательских режимов, режим «Снайперский Убийца» является чисто одиночным режимом, а призрачный режим был полностью удалён.
Hitman 3 имеет режим контрактов, в котором игрок может выбрать до пяти целей на всех картах, добавить свои правила и осложнения, такие как конкретные методы убийства, и поделиться своими контрактами с другими игроками. Регулярно добавляются «избранные контракты», которые могут быть подборкой контрактов сообщества на определённую тему (например, во время Seasons of Sin (с англ. — «Сезонов грехов») или контрактов, заключённых конкретными игровыми изданиями или каналами YouTube, такими как Kinda Funny или Eurogamer. В игре также есть побочные миссии, созданные разработчиками, известными в игре как «эскалации», которые представляют собой многоступенчатые контракты, которые постепенно усложняются по мере прохождения игроком каждого этапа.

## Сюжет
Во время событий Hitman 2 профессиональный убийца Агент 47 и его координатор Диана Бернвуд дезертировали из Международного контрактного агентства (МКА) и объединили свои усилия с мошенником-наёмником, а также другом детства и братом 47-го —  клоном Лукасом Греем, он же Субъект 6, чтобы уничтожить «Провиденс» — альянс руководителей корпораций и промышленников, коллективно владеющих политическим, военным и экономическим влиянием. В то время как 47-й и 6-й стремятся отомстить «Провиденсу» за то, что они превратили их обоих в убийц,— Диана мотивирована смертью своих родителей, узнав от контролёра «Провиденса» Артура Эдвардса, что 47-й совершил убийства. Трио похитило контролёра, известного как Константа, который и назвал трёх Партнёров, контролирующих «Провиденс»: Карла Ингрэма, Маркуса Стейвесанта и Алексу Карлайл. Однако позже Эдвардс сбежал из плена и завладел корпоративными активами Партнёров.
Работая вместе, братья устраняют Карла Ингрэма и Маркуса Стейвесанта в Дубае во время открытия «Скипетра», самого высокого небоскрёба в мире, а Алексу Карлайл — в её родовом поместье в Дартмуре (Великобритания). После смерти Партнёров Эдвардс берёт на себя управление «Провиденсом» и отправляет наёмников, которые захватывают 6-го и Бернвуд. 6-й совершает самоубийство, чтобы 47-й не попал в плен.
47-й договаривается о встрече в Берлине с хакером Оливией Холл, единственным доверенным союзником 6-го. Обнаружив, что МКА следит за ними, 47-й убивает нескольких агентов МКА, посланных для его устранения, прежде чем он и Холл решают окончательно остановить МКА, разоблачив её преступления перед публикой. 47-й устраняет Хаша и Имоджен Ройс, смотрителей хранилища данных МКА в Чунцине (Китай), позволяя Холл украсть и опубликовать все оперативные данные МКА, удалив при этом все записи о себе и Диане Бернвуд. МКА безвозвратно скомпрометирована и распущена, что кладёт конец карьере 47-го как наёмного убийцы МКА.
Тем временем Эдвардс пытается превратить Бернвуд в его преемницу на посту Константы и добивается, чтобы она предала 47-го, наконец, раскрыв в деталях, как он убил её родителей. Диана, по-видимому, играет двойную игру с обеими сторонами, принимая предложение Эдвардса и приглашая 47-го на собрание членов «Провиденс» в Мендосе (Аргентина), где ему поручено устранить тех единственных, кто выступает против Дианы как преемницы Эдвардса — Тамару Видаль и дона Арчибальда Йейтса,— чтобы она могла ликвидировать организацию после получения контроля над ней. Пока он следует её инструкциям, давнее доверие 47-го к Диане окончательно подорвано, когда она предаёт его и отравляет его ядом в отместку за убийство её родителей. 47-й искренне извиняется перед Дианой за то, что когда-то убил её родителей, но она говорит, что у него не было выбора, а у неё есть.
Во сне 6-й убеждает 47-го, что Диана не предала его, а скорее помогла поставить Эдвардса в пределы его досягаемости. 47-й просыпается в заточении в поезде, движущемся через Карпатские горы из Загреба в Иркутск вместе с Эдвардсом. Хотя Эдвардс намеревается сделать 47-го убийцей для «Провиденса» ещё один раз, стерев его память инъекцией сыворотки, 47-й вырывается на свободу, и здесь становятся доступны 3 концовки: либо 1) убить Эдвардса, либо 2) ввести ему сыворотку и стереть ему самому память, либо 3) ввести сыворотку самому себе. Если 47-й не ввёл сыворотку себе, он останавливает поезд стоп-краном и сбегает. Если же ввёл, то он проснётся в белой комнате с мягкими стенами и со стёртой памятью. Тем временем Диана принимает власть как Константа и проводит чистку рядов «Провиденса» от руководящих должностей крупных глобальных корпораций, демонтируя структуру власти «Провиденса». Если 47-й не вводил себе сыворотку, то год спустя он воссоединяется с Дианой, и они возвращаются к своим прежним ролям киллера и координатора, чтобы держать мировую элиту под контролем.

## Разработка и выход
Игра была анонсирована 11 июня 2020 года в рамках презентации PlayStation 5. Первая локация игры, Дубай, была показана в тот же день. Разработчики заявили, что игра будет «намного более зрелой, серьёзной и мрачной», чем предыдущие части трилогии. Было также подтверждено, что полностью анимированные ролики, как в первом Hitman, вернутся после того, как в Hitman 2 были использованы неподвижные изображения для своих роликов. 28 октября 2020 года во время Nintendo Direct было объявлено, что игра выйдет на Nintendo Switch через облачную потоковую технологию. Это первый раз, когда игра из трилогии Hitman была выпущена для платформы Nintendo почти за 18 лет; последней игрой, которая была выпущена, был порт Hitman 2: Silent Assassin для GameCube в 2003 году. Режим виртуальной реальности, выпущенный исключительно для PlayStation VR, был анонсирован во время прямой трансляции PlayStation State of Play 6 августа 2020 года.
Вторая локация, Дартмур, была раскрыта 26 августа 2020 года, когда IO Interactive также подтвердила, что они подписали 12-месячный период эксклюзивности с Epic Games Store для ПК версии, объяснив, что «как независимой студии наше партнёрство с Epic дало нам свободу на создание Hitman 3 именно так, как мы себе его представили, и самостоятельно публиковать игру для наших игроков напрямую». Третья локация, Чунцина была раскрыта 24 ноября 2020 года, а последние три локации были раскрыты 11 января 2021 года. Вступительный ролик был показан 15 декабря 2020 года.
IO Interactive в первый раз изображали Аргентину во франшизе Hitman. Компания приложила большие усилия, чтобы создать вымышленное место с аутентичным ландшафтом и растительностью, показать процесс виноделия и точно изобразить такие аспекты аргентинской культуры, как танго и распитие мате. Было принято решение повторно использовать существующие диалоги неигровых персонажей (NPC), которые были записаны с колумбийским и мексиканским акцентами, вместо записи новых диалогов с аутентичным аргентинским акцентом. По данным IO Interactive, это произошло из-за временных и бюджетных ограничений, а также из-за дополнительных осложнений, вызванных пандемией COVID-19. Компания решила сосредоточиться на поиске подходящих голосовых специалистов для локации в Чунцине.
IO Interactive решила широко использовать алгоритм сжатия без потерь LZ4, чтобы уменьшить размер файлов Hitman 3. Благодаря улучшениям движка теперь можно было запускать почти всё в игре с помощью этого алгоритма сжатия. В Hitman 3 способ импорта контента из старых игр также был изменён, что привело к меньшему количеству дублирующихся данных по сравнению с Hitman, где для каждого эпизода требовался весь код и активы для автономной работы. Конечным результатом является размер файла для Hitman 3 всего около 60-70 ГБ, включая все карты и контент как из Hitman 2, так и из Hitman. Для сравнения, полный размер Hitman 2 со всеми картами из Hitman составляет почти 150 ГБ.
В ноябре 2020 года IO Interactive объявила, что они объединились с Intel, чтобы оптимизировать производительность Hitman 3 на высокопроизводительных процессорах с ядрами 8+, что приводит к большей толпе и разрушаемости среды. Они также объявили, что вводят в игру затенение с переменной скоростью, технику для улучшения производительности рендеринга.
15 января 2021 года IO Interactive объявила, что в отличие от консольных версий, игрокам ПК придётся заплатить за пропуск доступа, чтобы разблокировать Hitman 3, даже после объявления в августе 2020 года, что игроки разблокируют их без каких-либо дополнительных затрат. Тим Суини, генеральный директор Epic Games Store, два дня спустя сказал IO Interactive, чтобы они нашли решение, позволяющее игрокам Steam импортировать локации в Epic Games Store.
Игра вышла 20 января 2021 года на платформы Windows, PlayStation 4, PlayStation 5, Xbox One и Xbox Series X/S. Специальная версия игры, использующая облачные технологии также вышла для сервиса Stadia и Nintendo Switch.
20 января 2022 года IO Interactive добавила в Hitman 3 новый игровой режим под названием «Elusive Target Arcade». Данный режим позволяет пользователям играть в «Аркадные контракты», причём каждый контракт состоит из серии предыдущих неуловимых целей, которые должны быть устранены по порядку. Каждый контракт имеет осложнение, которое может потребовать от игрока изменить свою стратегию. Игроки могут получать награды за выполнение контрактов, но если игрок не выполняет контракт, они должны подождать 12 часов, прежде чем пытаться снова пройти это. Также игра вышла в сервисе Steam.
В январе 2023 года студия выпустила бесплатное обновление, добавляющее режим «Фрилансер», вдохновлённый играми жанра roguelike. В нём игроку предстоит выполнить ряд постепенно усложняющихся миссий, по ходу улучшая свою штаб-квартиру и получая «хиткоины», за которые можно улучшать свой арсенал, но рискуя потерять большинство своего снаряжения в случае провала. Одновременно с этим, игра была официально переименована в Hitman: World of Assassination, а весь контент из первой и второй частей был бесплатно добавлен в третьую часть для всех игроков (до этого, для доступа к нему нужно было покупать отдельные DLC).
5 июня 2024 года была анонсирована Hitman 3 VR: Reloaded, полностью переделанная VR-версия игры, разработанная эксклюзивно для шлема виртуальной реальности Meta Quest 3. Игра была разработана студией XR Games при поддержке IO Interactive. Данная версия игры предлагает упрощённую графику в стиле сел-шейдинг, улучшенное передвижение по локациям, а также переработанный интерфейс. Данная версия не включает в себя контент из World of Assassination, а лишь контент из третьей части трилогии.
В марте 2025 года было объявлено, что Hitman: World of Assassination станет одной из игр стартовой линейки для гибридной консоли Nintendo Switch 2. Данная версия, с подзаголовком Signature Edition, вышла в день запуска консоли, 5 июня 2025 года, и включает в себя все ранее выпущенные дополнения, а также эксклюзивные предметы и костюмы, основанные на франшизе Super Mario, для предзаказвших игру людей.

### Выход в России
12 января 2021 года дистрибьютором игры в России, компанией «СофтКлаб», было объявлено, что Hitman 3 выйдет без какой-либо локализации. Данное решение, по словам дистрибьютора, было принято самой IO Interactive, поскольку они издают игру независимо, а у предыдущих частей были издатели, которые отвечали за их локализации и дистрибуцию. Данная новость была раскритикована игроками.
Однако, 27 июля 2021 года, в рамках патча 3.50, текстовый перевод на русский язык всё же был добавлен. Помимо русского, в игру была добавлена поддержка китайского (как упрощённого, так и традиционного) и японского языков.

## Рецензии и оценки
| Сводный рейтинг       | Сводный рейтинг                                           |
| Агрегатор             | Оценка                                                    |
| --------------------- | --------------------------------------------------------- |
| Metacritic            | NS: 70/100 PC: 87/100 PS4: 84/100 PS5: 84/100 XSX: 87/100 |
| Иноязычные издания    |                                                           |
| Издание               | Оценка                                                    |
| Destructoid           | 9/10                                                      |
| Edge                  | 9/10                                                      |
| Eurogamer             | Recommended                                               |
| Game Informer         | 9/10                                                      |
| GameSpot              | 9/10                                                      |
| GamesRadar+           | [ 55 ]                                                    |
| IGN                   | 9/10                                                      |
| PC Gamer (UK)         | 90/100                                                    |
| VG247                 | [ 58 ]                                                    |
| Русскоязычные издания |                                                           |
| Издание               | Оценка                                                    |
| Gameplay              | [ 59 ]                                                    |
| GoHa.Ru               | 8/10                                                      |

Hitman 3 получил «в целом благоприятные» отзывы, согласно агрегатору обзоров Metacritic.
IGN поставил игре 9/10, написав: «Hitman 3 — богатая, стоящая и реиграбельная, превосходная часть своеобразной, но очень любимой серии стелсов компании IO». GamesRadar поставил игре 4,5/5 звёзд, высоко оценив «весёлые и творческие убийства, красивые уровни для их исследования и невероятное построение мира», назвав новую часть «гладким и интересным завершением трилогии». GameSpot написал: «Что хорошего в Hitman — его дизайн уровней и возможности для творчества, экспериментов и исследований — в Hitman 3 всё это выполнено на высшем уровне». PC Gamer подчеркнул дизайн уровней, написав: «Безупречный дизайн — это то, что делает Hitman 3 не просто отличной стелс-игрой, но и игрой, которую можно перепроходить почти бесконечно».
Дизайн уровней игры получил высокую оценку критиков. Карту Дартмур особенно хвалили за преогромное многообразие способов убийства, которые сравнивали с фильмом «Достать ножи». GameSpot назвал Берлин «выдающимся уровнем, который объединяет всё фантастическое в недавней трилогии в многослойную и смертоносную песочницу творческой бойни». Карта Мендосы получила высокие оценки за реалистичное изображение Аргентины. Однако последний уровень, действие которого происходит в поезде в Карпатах, подвергся критике за линейность и ощущение неуместности для уровня Hitman.
Возможность импортировать контент из Hitman и Hitman 2, чтобы иметь карты всех трёх игр в одной, была высоко оценена, однако было отмечено, что процесс для этого был «запутанным».
Удаление призрачного режима и кооперативного режима снайпера-убийцы из Hitman 2 было подвергнуто критике некоторыми рецензентами.
Режим VR получил смешанные отзывы. Версия PlayStation VR получила высокую оценку за её погружение, впечатляющие визуальные эффекты и за поддержку всех карт в трилогии. Однако он был подвергнут критике за графические изменения, необходимые для его запуска на PS VR по сравнению с обычной игрой, такие как отсутствие отражений и низкое расстояние отрисовки. Схема управления, использующая комбинацию контроллера и управления движением, также получила смешанные отзывы. Версия для ПК VR, выпущенная в 2022 году, подверглась резкой критике за то, что не предлагала полного управления движением и не улучшала недостатки версии PlayStation.

## Награды
Hitman 3 получила награду «PC Game of the Year» на Golden Joystick Awards 2021 и награду «Best Stealth» от PC Gamer.
Несколько изданий посчитали Hitman 3 одной из лучших видеоигр года, в том числе Push Square, Electronic Gaming Monthly, Time, Ars Technica, The Guardian, IGN, Techradar, GamesRadar, The Washington Post, Kotaku, GameSpot и Polygon.
Игра была номинирована на «лучшую игру VR/ AR» на Game Awards 2021 за режим PlayStation VR, а читатели PlayStation Blog признали её лучшей игрой PS VR 2021 года.
IO Interactive была номинирована на «Лучшую студию разработки игр» на NME Awards 2022.
Эпизод подкаста A Sound Effect с участием разработчиков под названием «Как мощный звук Hitman 3 был создан с помощью звуковой команды IO Interactive» был номинирован на «Лучший подкаст или трансляцию с презентацией игрового аудио» на предстоящей церемонии вручения наград Game Audio Network Guild Awards 2022 года.